# 崔發
崔發（？—23年），幽州涿郡人，西汉末期、新朝政治人物、儒学。
9年，崔發为五威中城将军。封为说符侯。崔發善于阿谀，令下情不能上达。23年为大司空，建议王莽举行哭天避祸，王莽采纳，绿林军攻入长安，崔发投降，被杀。